# 아키 화이틀리
아키 화이틀리(Arkie Whiteley, 1964년 11월 6일 ~ 2001년 12월 19일)는 오스트레일리아의 배우이다.
런던에서 태어났다.

## 출연 작품
- 무단 경고 (1999년) - 메건 터너 역
- 프린세스 카라부 (1994년)
- 스파이메이커 (1990년)
- 레저백 (1984년)
- 매드 맥스 2 (1981년)

### 텔레비전
- 프리즈너 (1982, Prisoner) - 도나 메이슨 역